# Octoplus
Octoplus è il primo album in studio del rapper italiano Francesco Paura, pubblicato il 19 novembre 2006 dalla Relief Records.
Per la promozione dell'album è stato realizzato il videoclip per la seconda traccia Tutto è fermo, diretto da Michele Franzese.

## Tracce
1. Intro – 2:18
2. Tutto è fermo – 3:58
3. Un mondo difficile (feat. Danno) – 4:13
4. Oltre le Colonne d'Ercole (feat. Clementino) – 4:16
5. Se mi capitano contrasti – 5:14
6. Immagini residue – 3:53
7. Qualcosa non va (feat. Soulshine) – 4:14
8. Compagni di sventura – 2:22
9. Equilibrio interiore – 4:31
10. Sulla mia pelle (feat. Svez) – 4:43
11. Tempi critici – 4:08
12. You Must Learn – 4:34
13. Salvezza (feat. Callister & Casti') – 4:47
14. Amore subacqueo – 1:33
15. Tempi critici (Rubo Remix) – 4:01
16. Se mi capitano contrasti (Mace Remix) – 4:30